# 阿提哈德航空

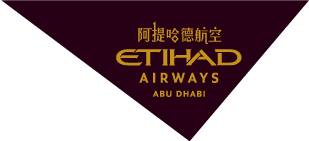
阿提哈德航空中文商標

阿提哈德航空（阿拉伯语： / al-ittiḥād，意指“聯盟”，航空業國際用名為Etihad Airways）是阿聯酋的國家航空公司之一，總部設於阿布達比，2003年11月開始營運。該公司有飛往遍佈中東、歐洲、亞太、印度次大陆地區和北美96個航點的定期航班。阿提哈德航空是阿拉伯航空运输组织成员，主要营运基地在阿布扎比国际机场，旗下設阿提哈德假期和阿提哈德貨運兩個子品牌。
2015年，阿提哈德航空運載1480萬乘客，比2014年增長22.3％，收入達90.2億美元，淨利潤1.03億美元。
阿提哈德航空現為阿聯酋第二大航空公司，僅次於總部位於杜拜的阿联酋航空，同時也是中東第四大航空公司。

## 历史
阿提哈德航空成立于2003年7月，于2003年11月12日开始营运，其首個商業航班飛往貝魯特。該公司由阿布達比政府全资拥有，被Skytrax评为四星级航空公司。2004年12月于巴巴多斯的第11届世界旅游及旅行理事会大奖中荣获「最佳新人奖」，2005和2006也荣获殊荣。在阿提哈德航空成立之前，以阿布扎比機場為基地的航空公司為海灣航空。
2004年6月，阿提哈德航空耗資80億美元訂購了五架波音777-300ER和24架空客飛機，包括四架A380-800，其第一架A380已於2014年12月交付。
阿提哈德航空在2008年的法茵堡航空展上一舉訂購了205架飛機，包括100架確認訂單、55架的可選訂單和50架的選購權。截至2013年2月，阿提哈德航空提供從阿布扎比往86個地點的客貨班機服務。
2012年，阿提哈德航空客運量達到1030萬人次，比2011年客運量增加了23%。
阿提哈德航空自2012年起嘗試著手改變他們的飛機餐料理，他們嘗試將世界上多個知名餐廳的廚師帶上天空，包括了英國的 Fat Duck 餐廳與澳洲墨爾本的  Fenix Restaurant ，讓頭等艙乘客有機會在飛行中享受現做的料理。目前幾條較為重要的國際航線，包括巴黎、日內瓦、悉尼與紐約的航線都將擁有這樣的服務。
2014年， 阿提哈德航空引进首架A380-800，并推出等级高于头等舱的空中官邸，内设起居室、单独卧室和卫生间，是商务航线中唯一的三居室舱位。
2011年和2014年，阿提哈德航空接连出手收购柏林航空和意大利航空，并向两家经营不善的航空公司持续注入巨资，但一直未能完全扭转两家公司的业绩，而柏林航空则于2017年破产，这导致阿提哈德航空亏损大约18亿美元。
2014年8月1日，阿提哈德同意以約5.6億歐元的收購意大利航空的49％股份。 該交易於2014年8月8日完成。2015年1月1日，Aitalia-CAI正式將其業務移交給Alitalia-SAI，這是一家由阿提哈德航空擁有49％股份的公司，並由原來Alitalia-CAI股東持有51％股份的公司。
2017年7月2日，美國國土安全部取消了阿提哈德航空的有關航班上電子產品的禁令，並在阿提哈德航空加強了對乘客的檢查程序後，將阿提哈德航空從2017年有關禁令中剔除。
2019年2月，阿提哈德宣布取消部分空中巴士和波音的客機訂單，當中涉及42架空中巴空A350-900、2架A350-1000和19架波音777X。

## 業務

### 總公司
阿提哈德的總部設在阿布扎比國際機場附近的阿布扎比哈利法市。阿提哈德公司在2007年花費1.836億阿聯酋迪拉姆（約5000萬美元）籌建新總部和培訓中心，新總部預計於2007年底建成。

### 持股航空公司
阿提哈德航空持有以下航空的公司股份：
- 塞爾維亞航空 (18%)（原有49%）
- 塞舌爾航空 (已出售)（原有40%）
- 意大利航空 (已出售)（原有49%）
- 捷特航空 (已停運)（24%）
- 柏林航空 (已清盤)（原有29%）
- 阿提哈德區域航空 (已停運)（33.3%）
- 愛爾蘭航空 (4.99%)
- 維珍澳洲航空 (24.2%)

### 財務狀況
以下為阿提哈德航空近期的財務狀況（截至2020年12月31日）：
|                        | 2007   | 2008   | 2009          | 2010   | 2011   | 2012   | 2013   | 2014         | 2015   | 2016   | 2017   | 2018                 | 2019   | 2020   |
| ---------------------- | ------ | ------ | ------------- | ------ | ------ | ------ | ------ | ------------ | ------ | ------ | ------ | -------------------- | ------ | ------ |
| 營業額 (AEDb)          | 5.8    | 9.2    | 8.4           | 11.0   | 15.0   | ↓      |        |              |        |        |        |                      |        |        |
| 營業額 (US$b)          | 1.6    | 2.5    | 2.3           | 3.0    | 4.1    | 4.8    | 6.1    | 7.6          | 9.0    | 8.4    | 6.1    | 5.9                  | 5.6    | 1.2    |
| 利潤* (EBITDAR) (US$b) | n/a    | n/a    | n/a           | n/a    | n/a    | 0.7    | 0.9    | 1.1          | 1.4    | n/a    | n/a    | n/a                  | n/a    | n/a    |
| 利潤* (EBIT) (US$m)    | n/a    | n/a    | n/a           | n/a    | 137    | 170    | 208    | 257          | 259    | n/a    | n/a    | n/a                  | n/a    | n/a    |
| 純利潤/虧蝕 (US$m)     | n/a    | n/a    | n/a           | n/a    | 14     | 42     | 48     | 73           | 103    | −1,873 | −1,520 | −1,280               | −870   | −1,700 |
| 員工人數               | 5,563  | 7,058  | 7,828         | 7,855  | 9,038  | 10,656 | 13,535 | 17,712       | 26,566 | 26,229 | 24,558 | 21,855               | 20,369 | 13,587 |
| 載客量(m)              | 4.6    | 6.0    | 6.3           | 7.1    | 8.3    | 10.2   | 11.5   | 14.8         | 17.6   | 18.4   | 18.6   | 17.8                 | 17.5   | 4.2    |
| 載客率(%)              | 69     | 75     | 74            | 74     | 76     | 78     | 78     | 79           | 79     | 79     | 78.5   | 76.4                 | 78.7   | 53     |
| 載貨量(000s噸)         | 175    | 194    | 219           | 263    | 310    | 368    | 486    | 569          | 592    | 596    | 552    | 682                  |        |        |
| 機隊數目(於年尾計算)   | 37     | 42     | 53            | 57     | 64     | 70     | 89     | 110          | 121    | 119    | 115    | 111                  | 107    | 104    |
| 備註/來源              | [ 19 ] | [ 19 ] | [ 20 ] [ 21 ] | [ 21 ] | [ 22 ] | [ 23 ] | [ 24 ] | [ 6 ] [ 25 ] |        | [ 26 ] | [ 27 ] | [ 28 ] [ 29 ] [ 30 ] | [ 31 ] |        |

阿提哈德航空未有公佈2011年以前的利潤/虧損數字，但該公司公布從2011年起開始獲利。

## 品牌

### 赞助

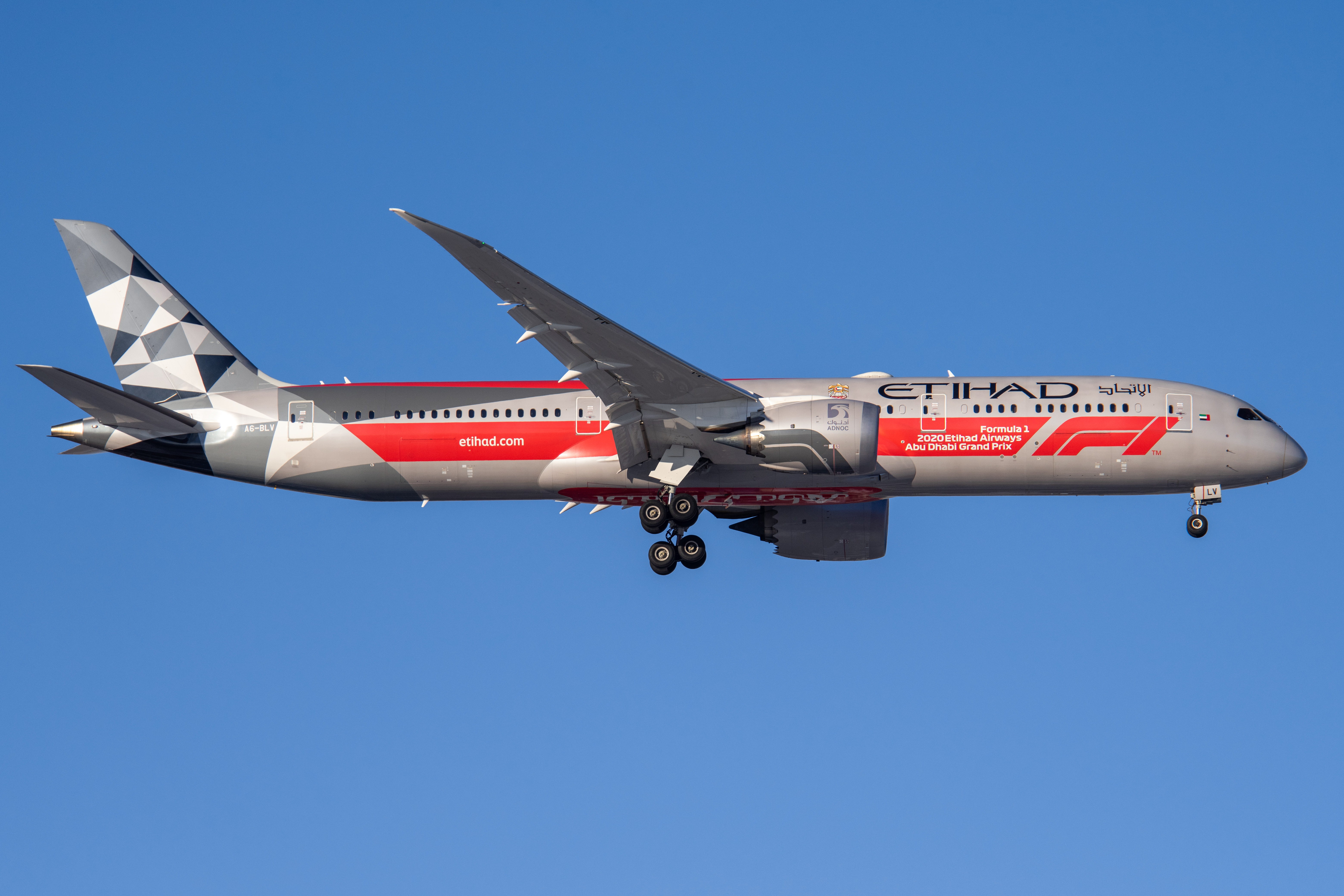
波音787-9阿布扎比一级方程式赛彩绘机

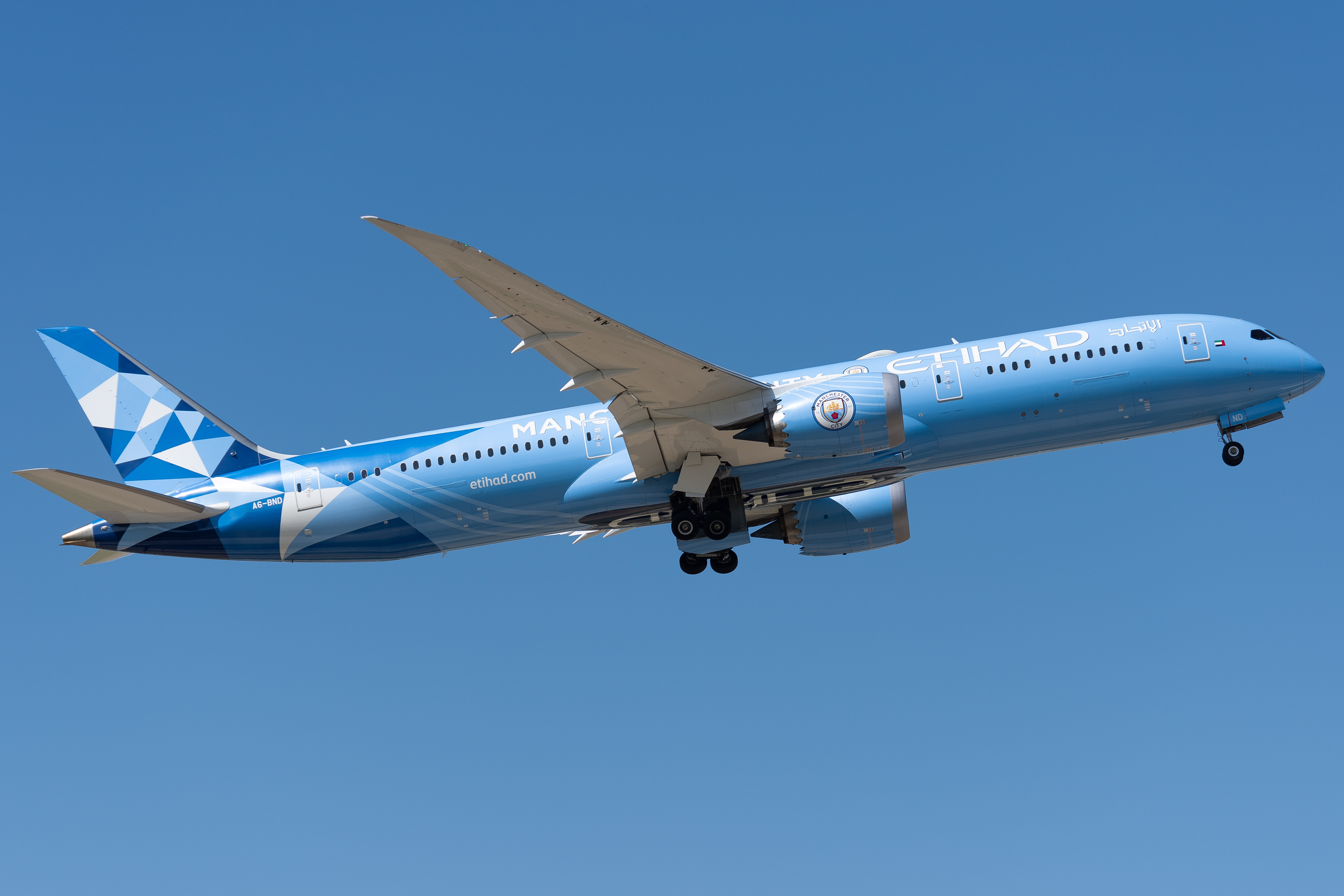
波音787-9曼城彩绘机

阿提哈德航空赞助过多个体育俱乐部，其中包括曼彻斯特城足球俱乐部、紐約城足球俱樂部等。此外，一些赛事也由阿提哈德航空赞助，如阿布扎比大奖赛。

### 货运
阿提哈德货运（曾用名“阿提哈德水晶货运”）是阿提哈德航空的货运部门，目前运营5架波音777F。 之前有一段时间是用747-8,747-400货机，A330-200F货机（自有）随着777F货机到货。上述这些货机747退租(Atlas航空)A330-200F貨機退役转卖给别的航企。

## 航点
阿提哈德航空曾是一家航点遍布六大洲的航空公司，但在2016年停飞了唯一的南美洲航点圣保罗。
2008年，阿提哈德航空进入中国市场，开办了阿布扎比经停北京至名古屋的航线，现时有北京、上海、广州和香港4个大中华区航点。此外，拥有第五航权的阿提哈德航空也提供北京至名古屋服务，是唯一一家服务中日航线的第三国航空公司，但目前受2019冠状病毒病影响已暂停服务。
2017年，因持续亏损，阿提哈德航空停飞达拉斯、休斯顿、爱丁堡、旧金山、珀斯和维也纳航线，并将发展战略改为以其基地阿布扎比为主，不再注重于如袋鼠航线等连接各大洲的长途中转航班。

### 代碼共享
- ACP國際鐵路（英语：ACP Rail International）
- 愛琴海航空
- 愛爾蘭航空
- 俄羅斯航空
- 阿根廷航空
- 阿斯塔納航空
- 波羅的海航空[34]
- 加拿大航空
- 歐洲航空
- 法國航空
- 馬爾他航空[35]
- 紐西蘭航空
- 塞爾維亞航空
- 塞舌爾航空
- 全日空
- 韓亞航空
- 哥倫比亞航空
- 阿塞拜疆航空[36]
- 曼谷航空[35]
- 白俄羅斯航空
- 布魯塞爾航空
- 中國東方航空
- 捷克航空
- 埃及航空[37]
- 以色列航空
- 加魯達印尼航空
- 海灣航空[38]
- 香港航空
- ITA意大利航空
- 捷藍航空
- 肯亞航空
- 荷蘭皇家航空
- 大韓航空
- 庫魯拉航空
- 漢莎航空[39]
- 馬來西亞航空
- 中東航空
- 黑山航空[40]
- 阿曼航空
- 巴基斯坦國際航空[41]
- 精密航空
- 摩洛哥皇家航空
- 皇家約旦航空
- 北歐航空
- 法國國家鐵路[42]
- 斯里蘭卡航空
- 瑞士國際航空
- TAP葡萄牙航空
- 土耳其航空
- 越南航空[35]
- 維珍澳洲航空
- 星宇航空

## 機隊

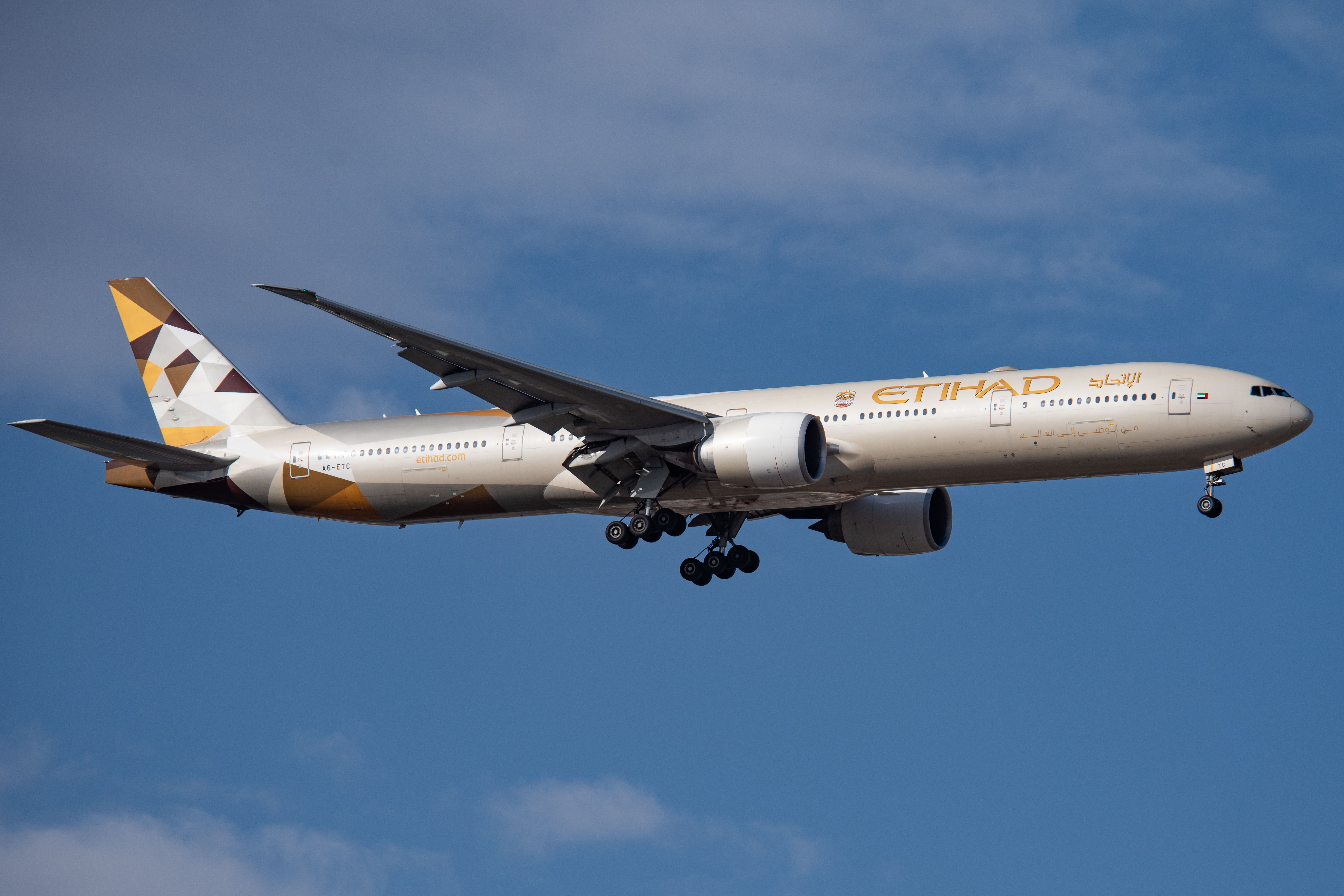
在北京首都機場的波音777-300ER

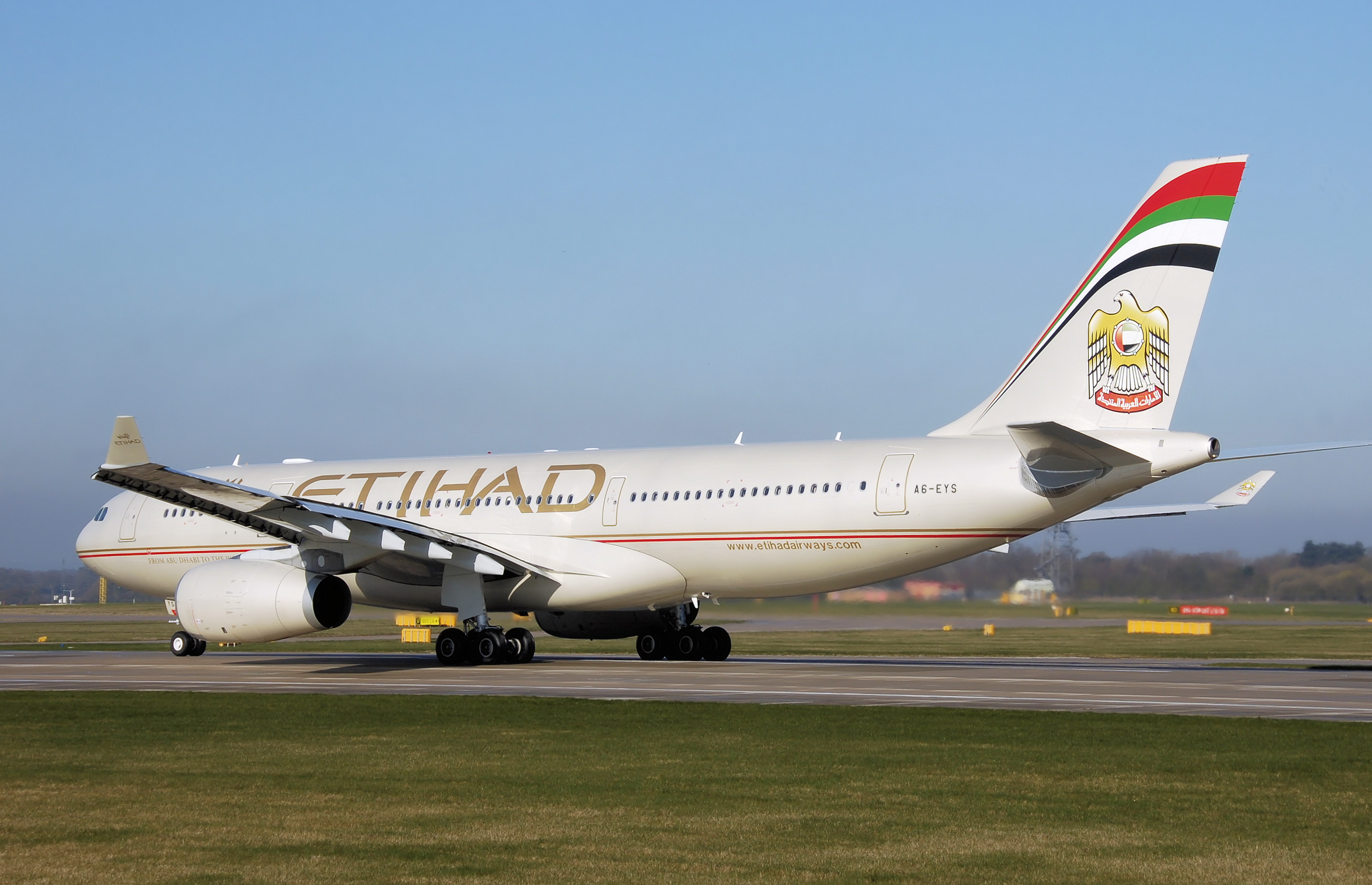
A330-200

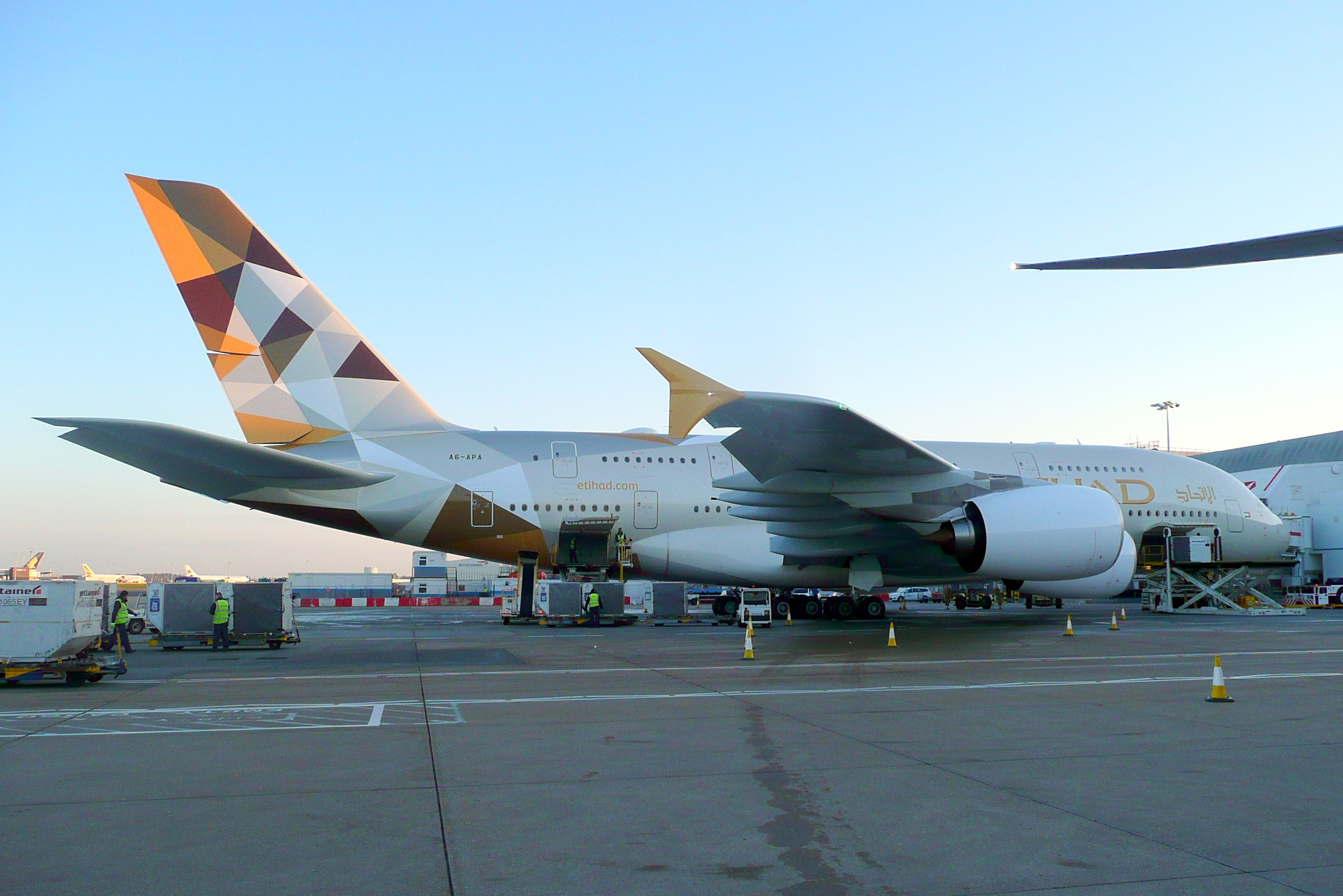
2014年12月投入运营的A380，采用全新涂装

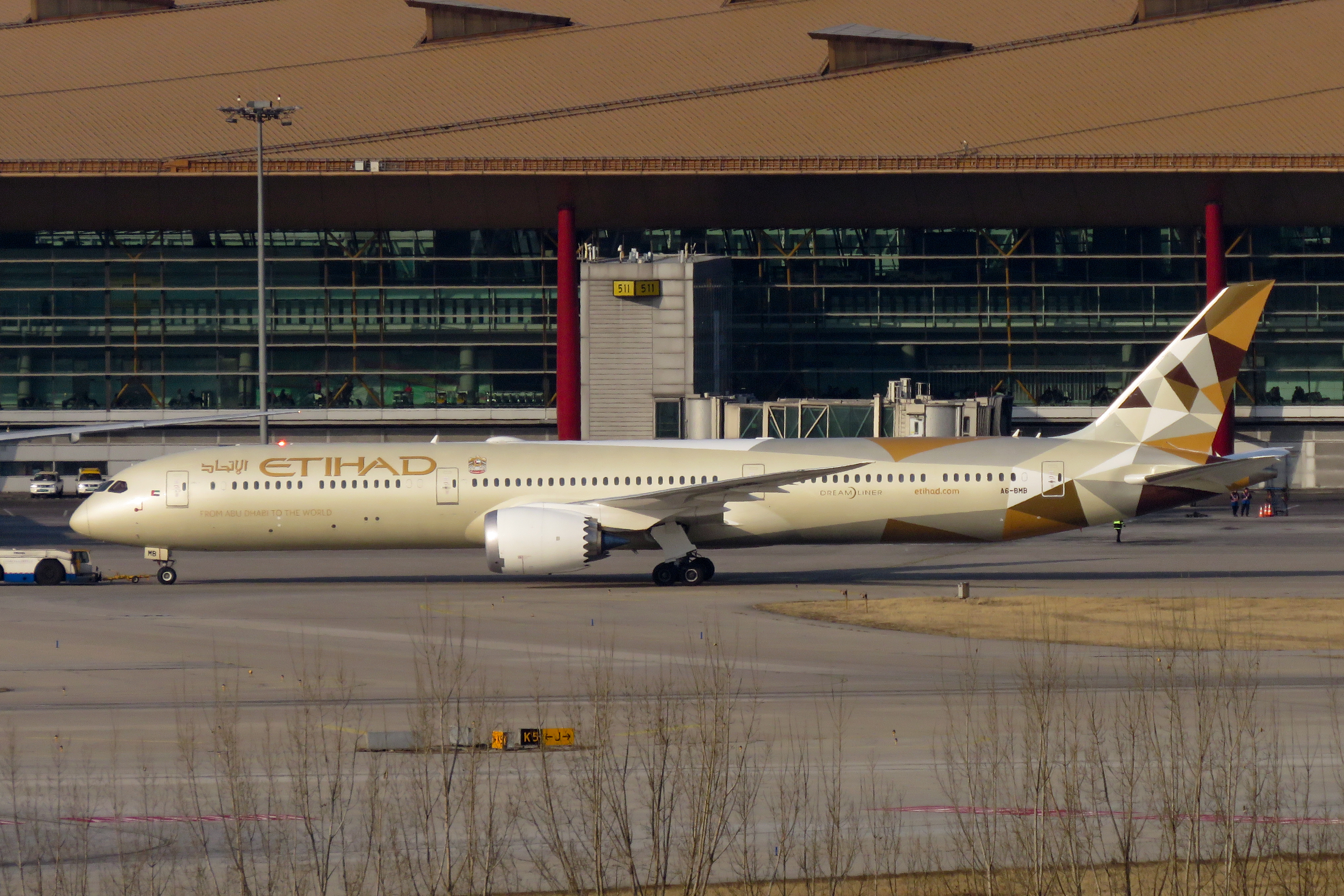
波音787-10(新涂装)

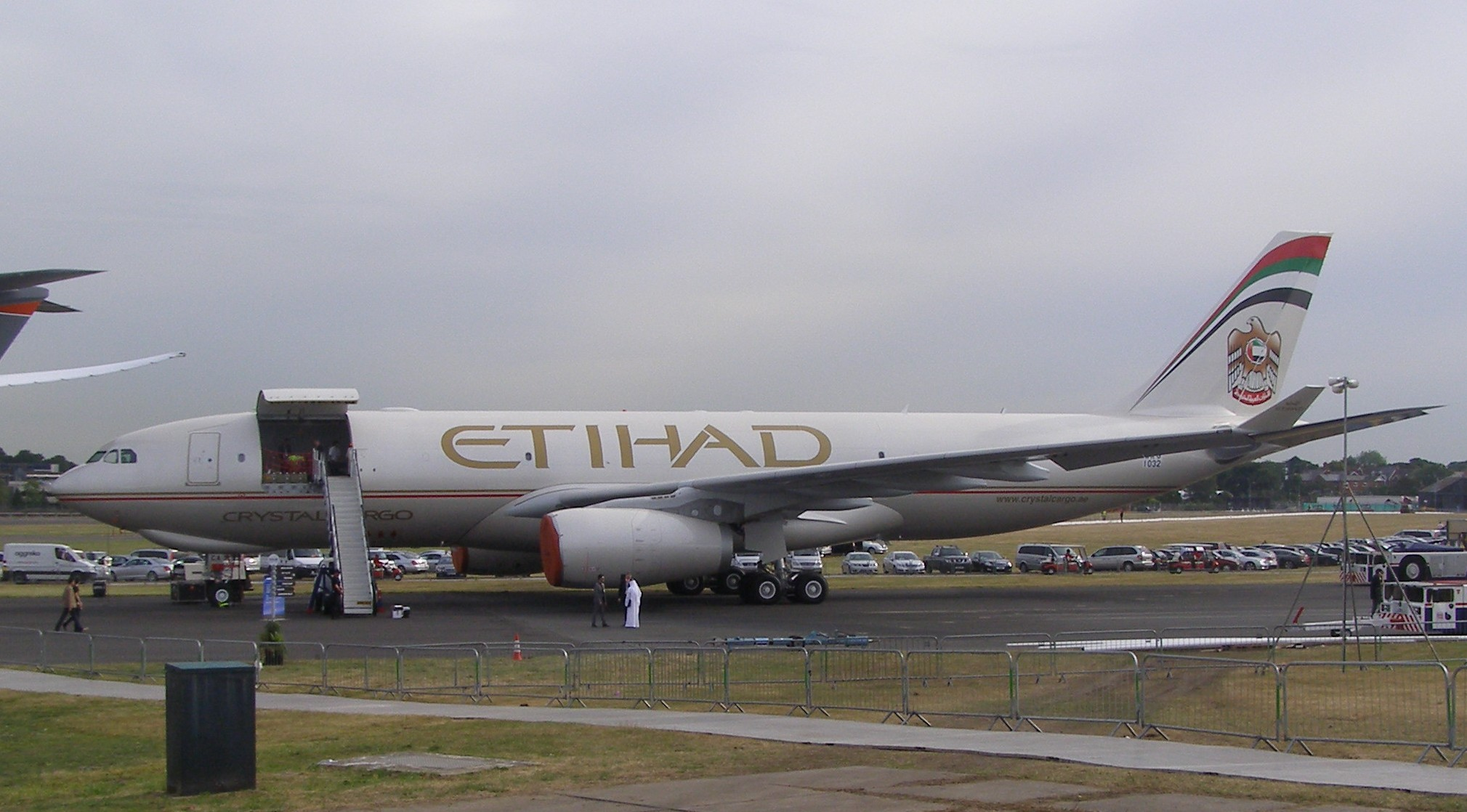
A330-200貨機

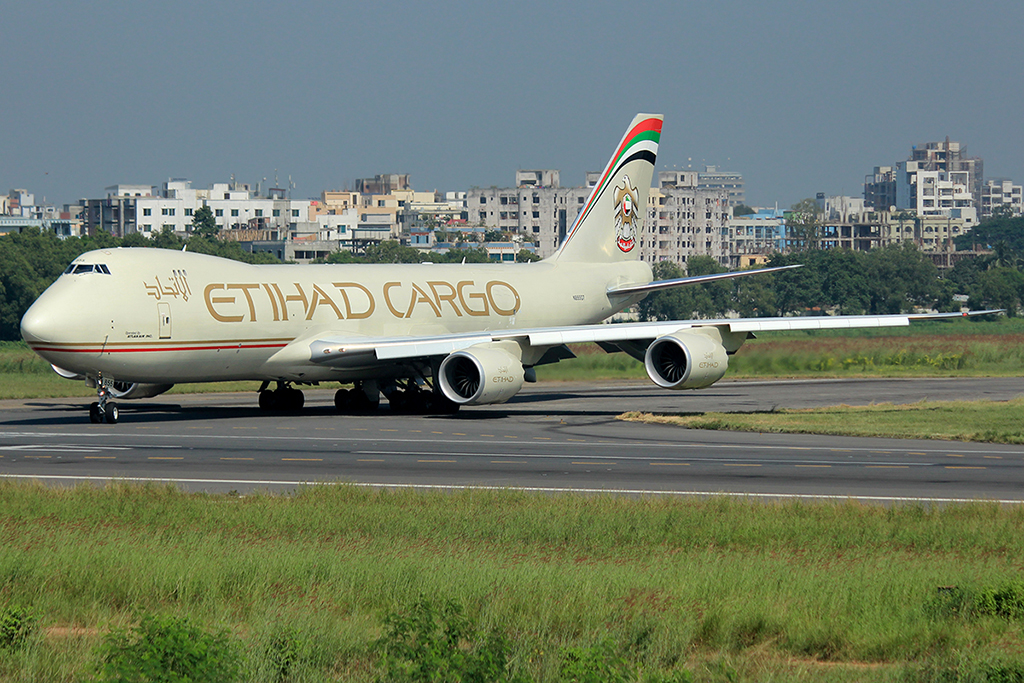
阿提哈德货运的波音747-8F在沙阿贾拉勒国际机场

截至2024年4月，平均机龄为8.1年，阿提哈德航空的機隊如下：

## 獎項

### Skytrax 评估
- 2007年：四星级航空公司
- 2015年：四星级航空公司
- 2016年：五星级航空公司
- 2017年：五星级航空公司
- 2018年：五星级航空公司
- 2019年：四星级航空公司
- 2020年：四星级航空公司